# 久保禎三
久保 禎三（くぼ ていぞう、1894年（明治27年）1月5日 - 1968年（昭和43年）8月8日）は、大日本帝国陸軍軍人。最終階級は陸軍中将。

## 経歴
1894年（明治27年）に群馬県で生まれた。陸軍士官学校第28期、東京帝国大学土木工学科卒業。1938年（昭和13年）7月15日に陸軍工兵大佐進級と同時に陸軍大学校教官に就任し、1939年（昭和14年）8月に陸地測量部三角科長に転じた。1940年（昭和15年）12月に鉄道第6連隊長（第14軍）に就任し、フィリピン攻略戦に出征した。
1942年（昭和17年）8月1日に陸軍少将に進級し、8月10日に関東軍築城部長に就任した。1944年（昭和19年）7月15日に防衛総司令部築城部長に転じ、1945年（昭和20年）1月20日に第4野戦鉄道司令官（支那派遣軍・第6方面軍）に就任し、中国戦線に出動。同年4月30日に陸軍中将に進級し、漢口で終戦を迎えた。